# 恩特里金冰川
80°49′S 160°0′E / 80.817°S 160.000°E
恩特里金冰川（英語：Entrikin Glacier）是南極洲的冰川，位於奧次地，流經邱吉爾山脈，以美國海軍的上尉指揮官命名，該冰川現時由南極條約體系管理。